# Macua
Juan Emilio Castellano Macua (Madrid, España, 20 de noviembre de 1954) es un exfutbolista español que se desempeñaba como defensa.

## Clubes
| Club                    | País   | Año       |
| ----------------------- | ------ | --------- |
| Castilla Club de Fútbol | España | 1973-1976 |
| Rayo Vallecano          | España | 1976-1977 |
| C. A. Osasuna           | España | 1977-1985 |